# Le Vernet-Sainte-Marguerite

Le Vernet-Sainte-Marguerite este o comună în departamentul Puy-de-Dôme, Franța. În 1 ianuarie 2022 avea o populație de 329 de locuitori.